# Alakazam
Alakazam is een Pokémon van de eerste generatie. Hij is een psychisch type. Alakazam is fysiek op het snelle oog bijna identiek aan Kadabra, maar hij heeft toch wel een paar belangrijke veranderingen ondergaan. Alakazam heeft een extra lepel gekregen sinds zijn evolutie, en is 20 centimeter groter geworden. Opvallend is dat Alakazam ongeveer 6 kilo lichter is sinds zijn evolutie, dit komt waarschijnlijk door zijn psychische krachten. Op level 16 evolueert Abra naar Kadabra, en wanneer hij wordt geruild met een ander ontvangt de ander een Alakazam, omdat Kadabra evolueert door hem te ruilen. Alakazam is geel.

## Luana's Alakazam
Luana (Japans: ルリコ Ruriko) is in de tekenfilmreeks de Gymleider van de Kumquat Island Gym op de Orange Islands. Ze geeft een Jade Star Badge aan de Trainers die haar kunnen verslaan, en is gespecialiseerd in dubbelgevechten. Ze komt voor in Pokémon Double Trouble.
Een van Luana's Pokémon, Alakazam, is een sterke Pokémon die geleerd heeft samen met Luana's Marowak te vechten. Door zijn sterke psychische krachten is hij in staat Pokémon onbeweeglijk te maken. Met zijn sterke Hyper Beam (hyperstraal) kan hij zijn tegenstanders zwaar verwonden.
Alakazams bekende aanvallen zijn Teleport (teleportatie), Reflect (reflecteer), Psychic (psychish) en Hyper Beam.